# مرض الإيدز في السنغال
على الرغم من أن السنغال بلد متخلف نسبيًا, إلا أن انتشار فيروس العوز المناعي البشري بين عموم السكان منخفض عند حوالي 0.08 لكل 1,000 شخص, أي أقل من 1% من السكان. يساعد معدل الانتشار المنخفض نسبيًا في حقيقة أن عددًا قليلاً من الأشخاص يصابون كل عام - في عام 2016, تم الإبلاغ عن 1100 حالة جديدة مقابل 48000 حالة جديدة في البرازيل. تعتبر وفيات السنغال بسبب معدل الإصابة بفيروس نقص المناعة البشرية, خاصة عند مقارنتها بمعدل انتشار فيروس نقص المناعة البشرية, مرتفعة نسبيًا مع 1600 حالة وفاة في عام 2016. ما يقرب من ضعف عدد النساء المصابات بفيروس نقص المناعة البشرية مقارنة بالرجال في عام 2016, وبينما كان عدد النساء اللائي يتلقين العلاج بمضادات الفيروسات القهقرية (ARV) ثلاثة أضعاف عدد الرجال, تلقى 52% فقط من المصابين بفيروس نقص المناعة البشرية في السنغال العلاج بمضادات الفيروسات العكوسة في عام 2016.
إحدى الطرق التي تحافظ بها السنغال على معدل انتشار منخفض لفيروس نقص المناعة البشرية هي من خلال المعايير الثقافية المحافظة التي تثبط الجنس خارج نطاق الزواج , مما يحد من عدد الشركاء الجنسيين لدى الشخص السنغالي العادي وبالتالي يحد من فرصتهم في الاتصال بالفيروس. كما أقرت الحكومة تشريعًا لجعل العمل عن كثب مع العاملين في الجنس لضمان حصولهم على اختبارات وعلاج منتظم للأمراض المنقولة جنسيًا وفيروس نقص المناعة البشرية. كما نظمت السنغال حملات ضخمة للصحة العامة للترويج لاستخدام الواقي الذكري. خضعت المستشفيات السنغالية أيضًا لفحص إمدادات الدم الخاصة بها بحثًا عن مرض الزهري والتهاب الكبد منذ عام 1970, مما أدى إلى إزالة بعض الدم الملوث بفيروس نقص المناعة البشرية قبل إجراء اختبار الأجسام المضادة لفيروس نقص المناعة البشرية. في الوقت الحالي, المستشفيات مجهزة تجهيزًا جيدًا بمعدات معقمة من أجل منع انتقال فيروس نقص المناعة البشرية عن طريق إجراء المستشفى.

## إحصائيات عدوى جديدة
في عموم السكان, تحدث 80% من الإصابات الجديدة في الأشخاص الذين تربطهم علاقة أحادية الزواج. وفقًا لسلطة الإيدز السنغالية, من بين المصابين حديثًا, ينخرط ثلاثة أرباع الأشخاص في بعض السلوكيات عالية الخطورة. حوالي ربع المصابين حديثًا ينخرطون في سلوكيات عالية الخطورة بأنفسهم ونحو نصف المصابين حديثًا لديهم شريك يشارك في أنشطة عالية الخطورة. نظرًا لأن المثلية الجنسية غير قانونية في السنغال, فإن العديد من الرجال الذين يمارسون الجنس مع الرجال الذين يمارسون الجنس مع الرجال لديهم شريكة طويلة الأمد بالإضافة إلى شركاء ذكور, لذلك فإن العديد من النساء دون علم لديهن شريك في مجموعة عالية الخطورة.

### السكان المعرضون للخطر
في حين أن معدل انتشار فيروس نقص المناعة البشرية الإجمالي في السنغال منخفض, فإن معدل الانتشار أعلى بكثير في بعض السكان. بين الرجال الذين يمارسون الجنس مع الرجال (MSM), يبلغ معدل الانتشار حوالي 19% وبين المشتغلين بالجنس, فإن معدل الانتشار يقترب من 22%. نتيجة لذلك, ركزت الحكومة السنغالية على منع انتقال الفيروس من هذه المجموعات. لم ينخفض معدل انتقال فيروس نقص المناعة البشرية في مجتمعات الرجال الذين يمارسون الجنس مع الرجال, ويرجع ذلك جزئيًا إلى أن السنغال تحافظ على قوانين ضد المثلية الجنسية. نتيجة لذلك, يخشى الرجال الذين يمارسون الجنس مع الرجال السعي وراء الفحص والعلاج من فيروس نقص المناعة البشرية خوفًا من الاعتقال. على الرغم من وعودها بالعمل على خفض معدل انتشار فيروس نقص المناعة البشرية في مجتمعات الأشخاص الذين يمارسون الجنس مع شخص آخر, اعتقلت الحكومة السنغالية 9 رجال يعملون في مجال الوقاية من فيروس نقص المناعة البشرية لانتهاكهم قوانين مكافحة المثلية الجنسية. على الرغم من نقض إداناتهم في وقت لاحق, فقد خلقت الاعتقالات الخوف والريبة في مجتمع الرجال الذين يمارسون الجنس مع الرجال.
تقدم الحكومة السنغالية خدمات طبية للعاملين في مجال الجنس المسجلين, ولكن في السنوات الأخيرة, تزايد عدد المشتغلين بالجنس في الخفاء. لا يمكن لعاملات الجنس غير المسجلات هؤلاء الوصول إلى الخدمات الصحية الحكومية الخاصة بالعاملين في مجال الجنس. قد يكون ما يصل إلى 80% من جميع العاملين في الجنس السنغاليين غير مسجلين. ونتيجة لذلك, فإن معظم المشتغلين بالجنس لا يمكنهم الوصول إلى اختبارات العدوى المنقولة جنسيًا وفيروس نقص المناعة البشرية التي ترعاها الحكومة والتثقيف حول الوقاية من فيروس نقص المناعة البشرية.

## الاستجابة الوطنية
على عكس العديد من البلدان الأفريقية التي أنكرت وجود وباء فيروس نقص المناعة البشرية, استجابت السنغال بسرعة عندما تم تشخيص أول حالة إصابة بالإيدز في عام 1986. تأسس البرنامج الوطني لمكافحة الإيدز (PNLS) لتنسيق نشاط الحكومة لمكافحة الإيدز في عام 1986, ثم أعيدت تسميته لاحقًا باسم المجلس الوطني لمكافحة الإيدز (CNLS). عملت الحكومة السنغالية بالتعاون مع الزعماء الدينيين والعاملين في مجال الصحة من أجل زيادة انتشار التثقيف حول الوقاية من فيروس نقص المناعة البشرية / الإيدز. بالإضافة إلى العمل مع الشخصيات الدينية لتعزيز التعاون العام, أطلقت الحكومة السنغالية حملة تسويق للواقي الذكري ووزعت أكثر من 10 ملايين واق ذكري بالشراكة مع الوكالة الأمريكية للتنمية الدولية من أجل محاولة الحد من انتقال فيروس نقص المناعة البشرية. يبذل العديد من الأشخاص المصابين بفيروس نقص المناعة البشرية جهودًا لإخفاء حالتهم نظرًا لوجود الكثير من التمييز ضدهم, مما يعقد محاولات الحكومة لتوفير الخدمات للسكان المصابين بفيروس نقص المناعة البشرية. لا تزال الحكومة السنغالية تعمل على وقف انتشار الإيدز. تشمل أهداف CNLS لعام 2030 عدم وجود إصابات جديدة, وعدم وجود وفيات مرتبطة بالإيدز, وعدم التمييز ضد المواطنين السنغاليين المصابين بفيروس نقص المناعة البشرية.